# Garfield – Der Film
Garfield – Der Film (Originaltitel: Garfield: The Movie) ist ein Realfilm von 2004, der auf der Comicfigur Garfield basiert. Zwei Jahre später entstand die Fortsetzung Garfield 2.

## Handlung
Der faule, Lasagne liebende und Montage hassende Kater Garfield lernt eines Tages bei seiner Tierärztin Liz den Hundewelpen Odie kennen. Da diesem sonst ein Schicksal im Hundezwinger droht, nimmt Garfields Herrchen Jon den Hund mit nach Hause – sehr zu Garfields Verdruss, der den Hund daraufhin reizt, wo er nur kann.
Eines Tages gehen Jon und Liz mit Odie auf eine Hundeschau, wo Odie durch eine Tanzeinlage auffällt. Dadurch wird der Fernsehmoderator Happy Chapman auf ihn aufmerksam, der Odie gerne in seiner Show unterbringen würde, was Jon aber ablehnt. Nachdem Garfield Odie mit einem Trick aus dem Haus geschafft hatte, läuft Odie davon. Er wird später von einer alten Dame gefunden und in ihre Wohnung aufgenommen. Um den Besitzer des entlaufenen Hundes zu finden, verteilt sie Flugblätter mit dessen Foto. Diese sieht Happy Chapman, fährt zu der alten Dame und gibt sich als Besitzer von Odie aus. Garfield sieht Odie bei einem TV-Auftritt zusammen mit Happy Chapman und entscheidet sich, ihn zurückzuholen. Nach einer abenteuerlichen Reise zum Fernsehsender und der tatkräftigen Unterstützung der Maus Louis, Chapmans ehemaliger Katze Persnikitty sowie weiterer Tiere wird Odie letztlich von Garfield befreit. Beide werden Freunde und können zusammen mit Jon und Liz wieder nach Hause gebracht werden.

## Kritiken
„Nur auf simpelsten Slapstick-Humor abzielende, in der deutschen Synchronisation gänzlich verunglückte Mischung aus Real- und Animationsfilm, die die subversiven Elemente der Comic-Vorlage an anspruchslose Unterhaltung für Kleinkinder verrät.“

„Kino ist wie, äh, Katzenfutter: alles eine Frage der Zutaten und wie man sie vermengt. Bei mittelmäßiger Computeranimation, blutarmen Darstellern und einer Story bar jeder Spannung und witziger Einfälle kann's naturgemäß nicht schmecken. Im Original wird Garfield wenigstens von Bill Murray gesprochen. Thomas Gottschalk tut es in der deutschen Version. Wetten, dass dadurch alles noch viel piefiger wirkt? Fazit: Der gestiefelte Kater aus Shrek 2 ist der Hammer, Garfield erzeugt nur Katerstimmung.“

## Hintergründe
Garfield wurde als computeranimierte Figur dargestellt und in der Originalfassung von Bill Murray gesprochen. Über diese Rolle in Garfield sagte Murray später in einer Sterbeszene im Film Zombieland, das Einzige, was er bereue, sei im Film Garfield mitgewirkt zu haben. In der deutschen Fassung, die am 19. August 2004 Kinopremiere hatte, wurde Garfield vom deutschen Entertainer und Moderator Thomas Gottschalk synchronisiert.
Das Drehbuch des Films gilt als weniger gelungen, da es viele Charakteristika der alten Garfield-Comics aufgab. Dazu gehörten unter anderem ein intelligenter Odie, Dr. Liz, die sich in Jon verliebt, ein erwachsener Nermal und Garfield selbst, der plötzlich ein nagendes Gewissen hat und Odie eigentlich mag. Zudem wurden einige für Garfield typische Witze nicht verwendet. Viele Elemente wie die Waage, Lyman und die Spinnen wurden nicht ins Drehbuch aufgenommen.
Bei einem Budget von 50 Millionen US-Dollar nahm der Film weltweit 198 Millionen Dollar ein.

## Unterschiede zum Comic bzw. den Cartoons und dem Film
- In den Comics und den Cartoons bewegt Garfield seine Lippen nicht, wenn er seinen Gedanken freien Lauf lässt. Er denkt quasi seine Sätze.
- Jon adoptiert Odie nicht wie im Film, indem er von Dr. Liz vermittelt wird, sondern er gehört eigentlich seinem besten Freund Lyman, den er zeitweise bei sich zu Hause aufnimmt und somit auch seinen Hund Odie, der auch blieb, nachdem Lyman nicht mehr bei ihm wohnt und Letzterer nur noch gelegentlich auftaucht.
- Im Film kennen sich Jon und Tierärztin Dr. Liz schon seit ihrer Jugend.
- Im Comic lernt er Dr. Liz erst kennen, als er Garfield für eine Routineuntersuchung zur Tierärztin bringt. Für ihn ist es Liebe auf den ersten Blick, doch Dr. Liz ist ganz und gar nicht von ihm angetan und bis auf ein paar wenige Male schmettert sie seine Annäherungsversuche mehr oder weniger angewidert bei fast jedem Besuch ab.
- Odie soll in den Comics den dümmsten Hund der Welt darstellen, während er sich im Film als gar nicht so dumm anstellt.
- Nermal, in den Comics und Cartoons bekannt als das niedlichste Kätzchen der Welt, ist im Film erwachsen, wobei es in den Comics noch lange nicht ausgewachsen ist und sich quasi erst in der Jugend befindet.

## Synchronisation
Die deutsche Synchronbearbeitung fertigte die Berliner Synchron GmbH Wenzel Lüdecke an. Das Dialogbuch stammt von Tobias Meister, der auch Synchronregie führte und in einer Nebenrolle als „Sicherheitsbeamter“ zu hören ist.
| Rolle                    | Darsteller/Sprecher       | Synchronsprecher  |
| ------------------------ | ------------------------- | ----------------- |
| Garfield                 | Bill Murray               | Thomas Gottschalk |
| Jon Arbuckle             | Breckin Meyer             | Simon Jäger       |
| Dr. Liz Wilson           | Jennifer Love Hewitt      | Dascha Lehmann    |
| Happy Chapman            | Stephen Tobolowsky        | Norbert Gescher   |
| Wendell                  | Evan Arnold               | Stefan Krause     |
| Christopher Mello        | Mark Christopher Lawrence | Stefan Fredrich   |
| Louis                    | Nick Cannon               | Ben               |
| Luca                     | Brad Garrett              | Tilo Schmitz      |
| Mom Ratte                | Debra Jo Rupp             | Martina Treger    |
| Mrs. Baker               | Eve Brent                 | Gisela Fritsch    |
| Nermal                   | David Eigenberg           | Oliver Rohrbeck   |
| Persnikitty / Sir Roland | Alan Cumming              | Viktor Neumann    |
| Spanky                   | Jimmy Kimmel              | Torsten Michaelis |
| Ansager                  | Daamen J. Krall           | Lutz Riedel       |
| Sicherheitsbeamter       | Mel Rodriguez             | Tobias Meister    |